# Selecció de bàsquet de la Xina
La selecció de bàsquet de la República Popular de la Xina (abreviada selecció de bàsquet de la Xina) és l'equip de bàsquet que representa la República Popular de la Xina en competicions internacionals. Generalment és reconegut com la selecció més forta de l'Àsia, i ha guanyat més Campionats FIBA Àsia que cap altra nació. Està governada per la Federació de Bàsquet de la Xina.

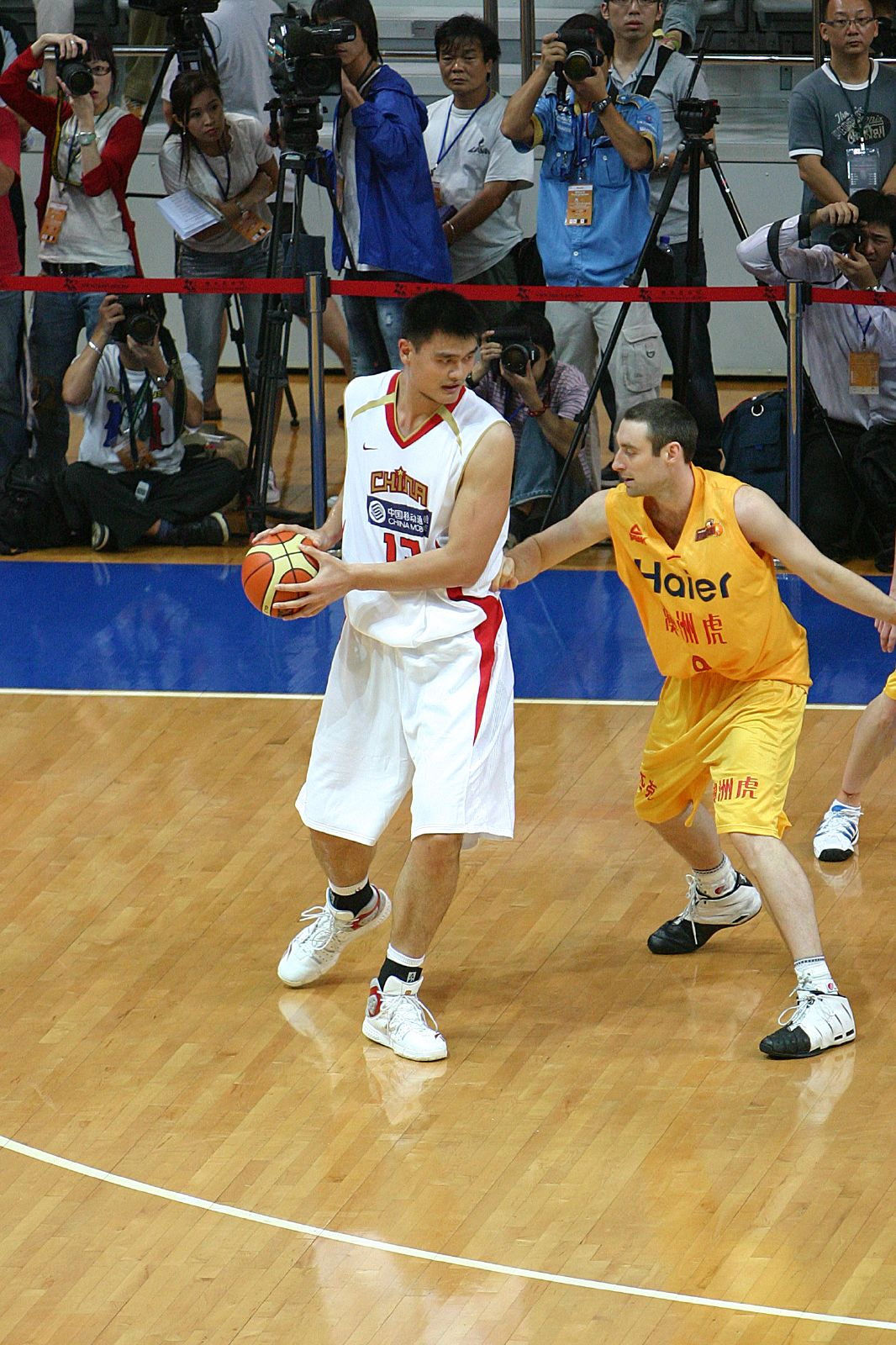
Yao Ming.

## Classificacions

### Jocs Olímpics
- 1984 - 10
- 1988 - 11
- 1992 - 12
- 1996 - 8
- 2000 - 10
- 2004 - 8
- 2008 - 8
- 2012 - 12
- 2016 - 12

### Campionats mundials
- 1978 - 11
- 1982 - 12
- 1986 - 9
- 1990 - 14
- 1994 - 8
- 2002 - 12
- 2006 - 15
- 2010 - 16
- 2019 - 24

### Campionats asiàtics
- 1975 -  1
- 1977 -  1
- 1979 -  1
- 1981 -  1
- 1983 -  1
- 1985 -  3
- 1987 -  1
- 1989 -  1
- 1991 -  1
- 1993 -  1
- 1995 -  1
- 1997 -  3
- 1999 -  1
- 2001 -  1
- 2003 -  1
- 2005 -  1
- 2007 - 10
- 2009 -  2
- 2011 -  1
- 2013 - 5
- 2015 -  1
- 2017 - 5
- 2022 - 8

### Jocs Asiàtics
- 1974 -  3
- 1978 -  1
- 1982 -  2
- 1986 -  1
- 1990 -  1
- 1994 -  1
- 1998 -  1
- 2002 -  2
- 2006 -  1
- 2010 -  1
- 2014 - 5
- 2018 -  1
- 2022 -  3